# 浦風 (浦風型駆逐艦)
浦風（うらかぜ）は、日本海軍の駆逐艦。浦風型駆逐艦の1番艦。艦名は「浦辺に吹く風」の意味。艦名は、陽炎型駆逐艦「浦風」に引継がれた。

## 艦歴
仮称艦名「第35号駆逐艦」。1912年（大正元年）12月27日に英国ヤーロー社と製造契約を結び、1913年（大正2年）10月1日起工した。1914年（大正3年）9月12日に「浦風」と命名され、同年12月6日に一等駆逐艦として登録された。1915年（大正4年）2月16日午後1時50分に進水した、同年9月14日に竣工した。
前年から第一次世界大戦が続いており、英国はドイツ帝国など中央同盟国と激しく戦っていた。大砲は日本より輸送して取り付け、弾薬はアームストロング社と交渉して購入し、魚雷発射管は取り付けられていなかった。
9月15日にヤーロー社の係船池を離れ、同日グリーノック港に停泊し、重油タンク満載（248トン）の他に缶入りで50トンを上甲板に積み、計298トンを搭載。地中海やインド洋などに広がる大英帝国勢力圏の各地に寄港しながら日本へ回航された。翌16日午後に出港して、まず地中海のジブラルタルに向かった。ドイツ帝国海軍潜水艦の危険を避けるために終始20ノットで航行し、潜水艦の脅威が去った後も、重油は寄港地ごとに準備されており消費量が予想より少なかったことと、将来の重油燃料艦のための実験として、一部を除いて終始20ノットで航海した。19日夕方ジブラルタルに入港して重油を搭載、以降も各地で重油を補給した。ジブラルタルを21日出港し、マルタ島のバレッタに23日入港。翌日24日に出港し、26日にエジプト王国ポートサイドに入港して直ちにスエズ運河に入り、翌27日に運河を抜けてスエズ港に着いた。28日に出港して紅海を南下し、アラビア半島南部のアデンに10月1日入港。4日に出港し、7日には重油漉器が詰まり約1時間漂泊したが、他に問題はなかった。7日には、英領インドのボンベイに入港、11日に出港。13日はセイロン島のコロンボに入港してその日のうちに出港し、17日にはシンガポールに入港した。翌18日に出港し、航行中に燃料消費試験を行い、22日には低気圧の強風により12ノットから15ノットに減速、動揺が30度に達し、後部マストが折れた。同日に香港へ着いてマストを応急修理し翌23日出港、27日には日本本土の横須賀港に到着した。
横須賀では魚雷発射管搭載などの残工事を行ったが、11月4日の特別観艦式のため工事を前後2回に分けた。
12月1日、第十六駆逐隊（「海風」「山風」で編成）に追加され、この時の第16駆逐隊は連合艦隊第一艦隊第一水雷戦隊に所属していた。連合艦隊は同月13日に編成を解かれ、第十六駆逐隊は第二艦隊第二水雷戦隊に新たに所属した。
1916年（大正5年）9月26日に巡航タービン装備の訓令が横須賀鎮守府宛に出され、実際には1918年（大正7年）に搭載された。1919年（大正8年）2月に巡航タービン新造公試運転成績表が提出されている。
また1916年12月5日から翌1917年（大正6年）6月5日まで横須賀海軍工廠で機関室通風装置其他新設の工事を行った。その間1917年4月1日に第十六駆逐隊を離脱した。
1926年（大正15年）12月1日から、中国大陸を担当する第一遣外艦隊に所属、揚子江方面の警備に従事した。1933年（昭和8年）5月20日、第三艦隊が常設艦隊として編成され、本艦は第三艦隊第十一戦隊の所属となった。
1936年（昭和11年）5月25日、揚子江方面の警備任務から約一年ぶりに母港横須賀へ帰還。7月1日に除籍され、同日横須賀海兵団に引渡され、練習船として使用された。1940年（昭和15年）4月1日「廃駆逐艦第18号」との仮称がつけられ、太平洋戦争末期の1945年（昭和20年）7月18日の横須賀空襲で被弾着底し、戦後の1948年（昭和23年）5月27日から8月15日に浦賀船渠で解体された。また『日本海軍全艦艇史』では同年9月9日に振東鉄工により浮揚、解体とある。

## 艦長
※『日本海軍史』第9巻・第10巻の「将官履歴」及び『官報』に基づく。階級は就任時のもの。
駆逐艦長
- 山崎正策 中佐：1915年2月5日[54] - 1916年6月8日

兼海軍艦政本部艤装員（1915年2月5日 - 1915年9月14日）
- 野村与一 少佐：1916年6月8日 - 1916年12月1日
- 大島衛義 少佐：1916年12月1日 - 1917年12月1日[55]
- 高木平次 少佐：1917年12月1日[55] - 1918年12月1日[56]
- 岩城茂身 少佐：1918年12月1日[56] - 1919年4月1日[57]
- （心得）岩城茂身 少佐：1919年4月1日[57] - 1919年9月8日[58]
- （心得）田尻敏郎 少佐：1919年9月8日 - 1919年12月1日
- （心得）中村有年 少佐：1919年12月1日[59] - 1920年7月1日[60]
- （心得）江口喜八 少佐：1920年7月1日[60] - 1920年12月1日[61]
- （心得）山下兼満 少佐：1920年12月1日 - 1921年12月1日
- 北川清 中佐：1921年12月1日 - 1922年8月10日
- （心得）渋谷荘司 少佐：1922年8月10日[62] - 1922年11月10日[63]
- （心得）倉田七郎 少佐：1922年11月10日[63] - 1923年6月1日[64]
- （心得）郷田喜一郎 少佐：1923年6月1日[64] - 1924年12月1日[65]
- 柏木英 少佐：1924年12月1日 - 1925年12月1日
- 五藤存知 少佐：1925年12月1日 - 1927年12月1日
- 栗田健男 中佐：1927年12月1日 - 1928年12月10日
- 西村祥治 少佐：1928年12月10日 - 1929年11月1日
- 畠山耕一郎 少佐：1929年11月1日 - 1930年11月1日
- 浜屋七平 少佐：1930年11月1日[66] - 1932年1月11日[67]
- 江口松郎 少佐：1932年1月11日 - 1932年11月15日
- 宮沢不二彦 少佐：1932年11月15日[68] - 1934年4月20日[69]
- 福吉保夫 中佐：1934年4月20日[69] - 1935年1月15日
- 渓口豪介 中佐：1935年1月15日[70] - 1935年10月31日[71]
- 牟田口格郎 少佐：1935年10月31日 - 1936年7月1日

## 公試成績
| 実施日        | 種類     | 排水量      | 回転数 | 出力       | 速力         | 場所 | 備考          | 出典   |
| ------------- | -------- | ----------- | ------ | ---------- | ------------ | ---- | ------------- | ------ |
| 1915年7月27日 | 公試全力 | 950トン     | 694rpm | 21,815馬力 | 30.26ノット  |      |               | [ 13 ] |
| 1915年7月頃   | 公試全力 |             | 694rpm | 21,511馬力 | 30.25ノット  |      | 標柱間試験    | [ 17 ] |
| 1915年7月頃   | 公試全力 | 約1,029トン | 690rpm | 21,267馬力 | 30.125ノット |      | 4時間続航試験 | [ 17 ] |

## 同型艦
浦風 [I] - 江風 [I]